# 安日洛·斯科拉
安日洛·斯科拉（義大利語：Angelo Scola；1941年11月7日—）是意大利籍枢机及天主教米蘭總教區榮休总主教。
斯科拉出生于意大利马尔格拉泰，于1970年7月18日晋铎，1991年9月21日晋牧。2002年1月5日出任威尼斯宗主教區宗主教。2003年10月21日被教宗若望保禄二世册封为枢机。2011年6月28日起担任米兰总教区总主教。他於2017年7月7日榮休，總主教一職由瑪略·亨利·德爾皮尼接任。

## 牧徽

安日洛·斯科拉枢机牧徽